# Не дай Бог!
«Не дай Бог!» — бесплатная еженедельная антикоммунистическая газета, выходившая перед выборами президента России 1996 года тиражом 10 млн экземпляров. Печатала негативные материалы в адрес главного соперника действующего президента Бориса Ельцина — Геннадия Зюганова, который в ответ мог противопоставить только газеты «Правда» и «Советская Россия», а также региональные издания. В ходе президентских выборов 2012 года газета вновь публиковалась в течение 2 месяцев, на этот раз она была направлена против участников протестов против массовых фальсификаций на парламентских выборах.

## История издания
Верно, что издавать бесплатную газету, в которой нет рекламы, можно только в том случае, если есть специальное финансирование. Как верно и то, что такой газеты в России никогда еще не было. Ни разу. За всю историю страны. Никто никогда не издавал бесплатную цветную газету таким огромным тиражом и не распространял её за свой счет по всей территории страны - редакционное письмо в четвёртом выпуске газеты "Не дай Бог!".
Газета существовала с 20 апреля по 29 июня 1996 года, было выпущено девять номеров. В первых выпусках не содержалось никаких сведений о редакции и тираже. 16 мая 1996 года Центральная избирательная комиссия выпустила постановление, где говорилось, что издание газеты без выходных данных нарушает избирательное законодательство. Только со второго номера в газете были указаны создатели, с седьмого появился учредитель — «Московский региональный фонд поддержки первого Президента Российской Федерации», а на страницах издания появилось пояснение: «Финансирование газеты организовано группой состоятельных российских граждан, которым совершенно небезразлично, что произойдёт с этой страной после 16 июня». Финансированием газеты занимались поддерживавшие Бориса Ельцина олигархи, роль издательского дома «Коммерсантъ» в её издании является темой споров. Общая стоимость публикации газеты, по оценкам Андрея Васильева, составляла 13 миллионов долларов; предположительно, финансирование осуществлялось через «Фонд частной собственности» Анатолия Чубайса.
Главным редактором газеты был Леонид Милославский, сотрудник издательского дома «Коммерсантъ» (после выборов, с августа 1996 года, стал его генеральным директором). Над самой газетой работали журналисты из изданий ИД «Коммерсантъ» (материалы писали Андрей Колесников, Валерий Панюшкин, Сергей Мостовщиков, Игорь Вережан и др., членом редколлегии был Игорь Свинаренко, заместителем главного редактора — Андрей Васильев), а также некоторые сотрудники газеты «Аргументы и факты».
По заданию редколлегии корреспондент ИД «Коммерсантъ» Игорь Вережан под видом "красного бизнесмена" в течение двух месяцев участвовал в коммунистическом движении, писал заметки в газету КПРФ «Правда России», был делегатом секретного пятого съезда Российской коммунистической рабочей партии и на конспиративном заседании Москворецкого райкома КПРФ был принят в коммунистическую партию. После чего в газете «Не дай Бог!» была опубликована статья «Я был коммунистом. Больше не буду».
Газета была цветной и отличалась высококачественным полиграфическим исполнением, в то время как остальная печать была чёрно-белая. Распространялась преимущественно в регионах (в Москве распространялась мало: считалось, что столица и так будет против коммунистов) и разносилась по почтовым ящикам жилых домов, для чего была украдена база данных почтовых адресов.
После победы Бориса Ельцина на выборах, 25 июля 1996 года, президентским распоряжением за активное участие в организации и проведении выборной кампании Президента Российской Федерации в 1996 году Леониду Милославскому (как и ряду других представителей СМИ) была объявлена благодарность.

## Содержание
Основными тезисами газеты являлись: начало гражданской войны в случае победы Зюганова, начало массовых арестов и расстрелов, голод. Например, в один из номеров была помещена старая фотография (видимо, 1920-х годов, но без точной датировки и атрибуции) повешенных на балконах и столбах людей; в подписи предполагалось, что именно так готовы действовать многие противники Ельцина. Наблюдатели отмечали использование газетой технологий манипулирования. Зюганов на её страницах неоднократно сравнивался с Гитлером; так, в выпуске от 25 мая вышла статья «Зюг Хайль», где говорилось: «Когда страна переживает трудный период, одни политики работают в меру сил, чтобы трудности преодолеть. Другие предпочитают трудности использовать, чтобы, спекулируя на них, самим добраться до власти. Главное в этой тактике — как можно больше критиковать и как можно больше обещать. Именно таким образом в 1933 году пришёл к власти в Германии Адольф Гитлер. И именно таким способом сегодня пытается стать президентом России Геннадий Зюганов». В каждом номере печатались тексты, заявляемые как письма сторонников Зюганова (часто с орфографическими и пунктуационными ошибками), с угрозами физической расправы над оппонентами.
Подзаголовок издания гласил: «газета о том, что будет после 16 июня» (имелся в виду день голосования). Член штаба Ельцина Сергей Лисовский (задержанный 19 июня 1996 г. с коробкой из-под ксерокса с 500 тысячами долларов) позднее писал, что газета «была построена по всем правилам организации печатного издания, со знанием того, как вызвать читательский интерес и сделать издание популярным». Издание имело постоянные рубрики:
- редакционная статья;
- актуальный репортаж;
- портрет региона;
- актуальное интервью;
- рубрика «Так было»;
- рубрика «Отдайте свой голос детям!»;
- рубрика «Если бы Зюгановым был я» (в роли главы КПРФ себя пробовали Валерия Новодворская, парапсихолог Юрий Лонго и др.);
- рубрика «Звёзды о красных» (с критикой Зюганова и коммунистов выступали деятели культуры);
- рубрика «Читательский конкурс» (со старых фотографий удалялись фрагменты советских лозунгов, читателям предлагалось восстановить убранные слова; победителю обещали поездку в Чехию, где, как говорила редакция, он «сможет дополнительно убедиться в том, как все-таки хорошо жить без коммунистов»);
- рубрика «С коммунистическим приветом» (публиковались написанные в агрессивном тоне письма сторонников Зюганова);
- обзор писем;
- фотографии времён СССР (примеры: огромный портрет Брежнева; очередь за водкой; алкоголик в ватнике и ушанке на площади небольшого городка с памятником Ленину; разрушенная церковь);
- плакат-постер (пример: огромная фигура Зюганова, который нависает над городом и «дразнит» его куском колбасы, надпись на плакате — «Служи!»[15])[1];
- кроссворд (названия: «Коммунизм вдоль и поперек», «Звездословица», «Назад, к победе коммунизма»); пример вопроса и ответа: «Праздник коммунистического труда, символами которого были Ленин и Бревно (субботник)».

На страницах газеты публиковались известные артисты, высказывавшиеся против прихода к власти Г. Зюганова (или против социализма в России): французские киноактёры Пьер Ришар и Жерар Депардьё, звёзды популярных тогда сериалов Вероника Кастро (сериалы «Богатые тоже плачут» и «Дикая Роза»), Виктория Руффо (сериал «Просто Мария»), Глория Пирес (сериал «Секрет тропиканки»), звёзды сериала «Санта-Барбара», российские деятели эстрады и кино — Андрей Макаревич, Людмила Зыкина, Эдита Пьеха, Николай Расторгуев, Алексей Баталов, Михаил Боярский, Армен Джигарханян, Михаил Жванецкий, Леонид Якубович, Ролан Быков, Марина Влади, Донатас Банионис, Олег Табаков и др.

## Издание на выборах 2012 года
Первый номер возрождённой газеты «Не дай Бог!» (не имевшей никакой связи с газетой «Не дай Бог!» 1996 года) в формате бесплатной цветной восьмиполосной вкладки был выпущен в общенациональных газетах «Аргументы и факты» (15 февраля 2012 г.) и «Комсомольская правда» (16 февраля), последний — уже после президентских выборов в марте 2012 года.
Выпуском газеты «Не дай Бог!» занимались бывший директор принадлежащей кандидату в президенты Михаилу Прохорову медиагруппы «Живи!» Юрий Кацман и бывший главный редактор «Известий» Владимир Мамонтов. Последний получил должность по инициативе инвесторов, имена которых не были названы. Как отмечается в исходных данных тематического выпуска, его учредителем является ЗАО ИД «Комсомольская правда», сама газета редактируется и издается малоизвестной маркетинговой группой «Ad Motion» при поддержке председателя совета директоров торгового портала Fabrikant.ru Сергея Габестро, бывшего руководителя Департамента дорожно-мостового и инженерного строительства Москвы Александра Левченко и экс-совладельца холдинга «Вимм-Билль-Данн» Давида Якобашвили.
Целью газеты называлась борьба за честные выборы и против попыток изменить их результаты, или, согласно главному редактору Владимир Мамонтову: честные прозрачные президентские выборы и «антиоранжевая» направленность.
В первом выпуске газеты были опубликованы материалы с критикой акции протеста оппозиции и броскими заголовками: «Болотная — Поклонная: куда двинется страна?», «Митинги сдуются, проблемы останутся», «О чем молчит „болото“», многие из которых были посвящены прогнозам и сценариям дальнейшего развития событий в стране в случае кардинальной смены власти. При этом об обеспечении честных выборов не было никаких материалов. В числе авторов первого номера были публицист Леонид Радзиховский, журналисты Максим Шевченко и Наталья Барабаш, писатель Виктор Ерофеев, а также украинские журналисты Анатолий Вассерман и главный редактор газеты «Известия в Украине» Янина Соколовская, последние в своих материалах критиковали оранжевую революцию и утверждали о роли в её успехе США. Попутно имелись развлекательные материалы, среди которых были карикатурные портреты участников протестов и комиксы о негативных последствиях смены власти для населения РФ (анархия, военная оккупация со стороны стран Запада).

## Скандалы
Бразильская актриса Глория Пирес была возмущена статьёй "Тропиканка за демократию на всех широтах", вышедшей во втором номере газеты "НЕ ДАЙ БОГ" от 27 апреля 1996г., в которой ей приписали съёмки в несуществующем фильме «Красные собаки» и фразу, что она «желает русскому народу выбрать демократию и избежать появления нового Сталина». Взявший у Глории интервью, Игорь Вережан представился корреспондентом Первого канала, поэтому на 49-м Каннском фестивале, открывшемся 9 мая 1996 года, Глория набросилась с кулаками на представителя Первого канала, которому пришлось прятаться в своей комнате в отеле. По просьбе Первого канала, который хотел спасти своего человека в Каннах, редакция "НЕ ДАЙ БОГ!" выслала Глории факс, в котором говорилось, что Глория неправильно поняла Игоря, и что он работает не на Первом канале, а в "НЕ ДАЙ БОГ!" Извинений по поводу текста интервью в факсе не было .
Писательница Татьяна Толстая в марте 2012 обвинила газету в краже своего текста из собственного блога в «Живом журнале», который они также опубликовали с орфографическими ошибками и исказили, удалив последнюю фразу. Само издание она охарактеризовала как «ср**ую предвыборную газетёнку, работающую на Путина» и «гов***ым красочным листком тиражом 5 миллионов 490 тысяч экземпляров».
В марте 2012 года газета «Не дай Бог!» опубликовала материал журналистки Аделаиды Сигиды «Буйство фантазии», в котором та заявила, что во время её работы в журнале «New Times» главный редактор Евгения Альбац предлагала ей писать о несуществующих нарушениях на выборах. Сама Альбац опровергла эти обвинения, охарактеризовав их как провокацию. По её словам, Аделаида Сигида не работала в журнале и только 9 февраля предложила опубликовать тему «Путин в анекдотах», печатать которую было невозможно из-за низкого качества текста. В подтверждение своих слов главный редактор выложила снимки переписки с Сигидой.

## Оценки
Журналист Олег Кашин в 2006 году писал: «Читать это мерзко до сих пор. Такого насилия над сознанием людей, кажется, не было ни до, ни после. Любой человек, если он человек, содрогнется от цинизма и подлости антизюгановской пропаганды 1996 года». Кашин также отмечал: «Каким бы ни был Зюганов, эти журналисты за деньги занимались тем, про что можно сказать лишь одно: „Так нельзя“». Реинкарнацию издания в 2012 году журналист оценил как фарс, через который повторяется история. По его мнению, эта газета сможет пугать настоящим — в отличие от своего предшественника, пугавшего возможным возвратом советского прошлого.
Директор фонда «Общественное мнение» Александр Ослон, работавший в штабе Ельцина (в составе аналитической группы, которой руководили А. Б. Чубайс и В. В. Илюшин), называл газету «единственным по-настоящему действенным антикоммунистическим проектом» в ходе предвыборной кампании.
Доктор философских наук Р. Л. Лившиц в качестве одной из причин отсутствия у молодёжи интереса к политике называл «аморализм правящего режима», примером которого была и газета «Не дай Бог!».
Бывшие сотрудники газеты по-разному оценивали свой труд. Валерий Панюшкин считал обоснованным возможное недоверие читателей к своим материалам, Андрей Колесников называл 1996 год «лучшим временем в жизни».
Библеист и публицист Андрей Десницкий в 2016 году по случаю 20-летия избирательной кампании 1996 года отмечал: «Само название подсказывало: речь идёт не просто о политическом процессе, а об экзистенциальном выборе между Богом и дьяволом (в образе Зюганова). Газета не чуралась откровенных манипуляций <…> А значит, у выборов может быть только один, заранее определённый результат. И всем было очевидно, что для его достижения необходимы, мягко говоря, экстраординарные меры».